# Patriots d'El Paso
Maillots
Les Patriots d'El Paso (en anglais : El Paso Patriots) sont un ancien club américain de soccer, basé à El Paso, au Texas, et fondé en 1989. Après des débuts en soccer de salle, le club évolue dans les ligues de la United Soccer Leagues, entre la seconde et la quatrième division nord-américaine avant de cesser ses activités fin 2013.

## Histoire
Fondé en 1989 sous le nom de El Paso Sixshooters, le club est sous la direction de Dan Guard, également entraîneur de l'équipe. La franchise entre alors en Southwest Indoor Soccer League. En janvier 1990, la franchise cesse ses opérations avant de revenir à l'automne 1990 avec un nouveau nom, celui des El Paso Spurs. Peu avant le début de la saison 1991, les Spurs sont vendus à un groupe d'investisseurs incluant Enrique Cervantes et Jaime Monardes. Les nouveaux propriétaires renomment à leur tour le club en utilisant le terme « Patriots » afin de capitaliser sur le succès du MIM-104 Patriot, arme américaine déterminante dans la Guerre du Golfe. Dans le même temps, l'international brésilien Marinho Chagas, notamment passé par les Cosmos de New York et les Strikers de Fort Lauderdale, est recruté pour devenir l'entraîneur-chef des Patriots,.
Dès sa première saison en USISL, El Paso atteint les demi-finales des séries éliminatoires, terminant aussi à la première place de sa division l'année suivante, en 1992. La saison 1995 est marquante pour les Patriots puisqu'ils obtiennent le titre de champion de leur division, rejoignent les finales de division en séries et se font remarquer par une finale lors de la US Open Cup 1995, celle-ci étant perdue contre les Kickers de Richmond.
À partir de 1993, El Paso fait partie de la A-League, la seconde division nord-américaine après la Major League Soccer. Malgré tout, cette période de sept ans dans la ligue n'est pas fructueuse, aucun titre de division n'étant remporté et l'équipe n'arrive pas à progresser en séries éliminatoires. Ainsi, en 2004, les Patriots décident d'être volontairement relégués en Premier Development League, la quatrième division. Le succès revient alors puisqu'en 2004 et 2005, les joueurs d'El Paso accrochent le titre de champion dans leur division et atteignent même la finale du championnat national lors de leur seconde saison dans la ligue.
En 2010, avant le début de la saison, les Patriots signent un accord avec une équipe de la première division mexicaine, le Chivas de Guadalajara, ce qui a pour conséquence de faire évoluer l'identité de la franchise texane en Chivas El Paso Patriots. En plus d'aides techniques, financières, d'afflux de commanditaires ou encore d'échanges de joueurs pour des questions de développement, l'accord prévoit que l'équipe des moins de vingt ans de Chivas participe à des rencontres à El Paso. Après deux ans, le club retrouve son nom de El Paso Patriots avant de cesser définitivement ses opérations à l'issue de la campagne 2013.

### Historique du logo

Logo en 2010 et 2011
Logo en 2012 et 2013

### Palmarès
| Compétitions nationales |
| - En US Open Cup : - Finaliste en 1995 - En USISL : - Champion de la Southwest Division en 1992 - En USISL Pro League : - Champion de la South Central Division en 1995 - En PDL : - Champion de la Southern Conference en 2005 - Champion de la Mid South Division en 2004 et 2005 |

## Saisons
| Année     | Ligue               | Niv.       | Saison régulière   | Séries                        | Affluence | US Open Cup    |
| --------- | ------------------- | ---------- | ------------------ | ----------------------------- | --------- | -------------- |
| 1989-1990 | SISL Indoor         | [ note 1 ] | 4e, Cactus         | Non qualifié                  |           | Non admissible |
| 1990-1991 | SISL Indoor         | [ note 1 ] | 8e, Southwest      | Non qualifié                  |           | Non admissible |
| 1991      | SISL                | 3          | 2e, Southwest      | Demi-finale                   |           | Non inscrit    |
| 1992      | USISL               | 3          | 1er, Southwest     | Sizzling Six                  |           | Non inscrit    |
| 1993      | USISL               | 3          | 3e, Southwest      | Demi-finale de division       |           | Non inscrit    |
| 1994      | USISL               | 3          | 2e, Southwest      | Demi-finale de division       | 3 800     | Non inscrit    |
| 1995      | USISL Pro League    | 3          | 1er, South Central | Finale de division            | 4 450     | Finale         |
| 1996      | USISL Select League | 2          | 3e, Pacific        | Premier tour                  | 3 921     | Deuxième tour  |
| 1997      | A-League            | 2          | 6e, Pacific        | Non qualifié                  | 2 730     | Non qualifié   |
| 1998      | A-League            | 2          | 6e, Central        | Non qualifié                  | 3 692     | Troisième tour |
| 1999      | A-League            | 2          | 5e, Pacific        | Quart de finale de conférence | 2 277     | Non qualifié   |
| 2000      | A-League            | 2          | 4e, Pacific        | Quart de finale de conférence | 3 282     | Non qualifié   |
| 2001      | A-League            | 2          | 7e, Western        | Non qualifié                  | 3 018     | Troisième tour |
| 2002      | A-League            | 2          | 3e, Pacific        | Premier tour                  | 2 226     | Non qualifié   |
| 2003      | A-League            | 2          | 3e, Central        | Non qualifié                  | 983       | Troisième tour |
| 2004      | PDL                 | 4          | 1er, Mid South     | Demi-finale de conférence     | 986       | Non qualifié   |
| 2005      | PDL                 | 4          | 1er, Mid South     | Finale                        | 1 546     | Deuxième tour  |
| 2006      | PDL                 | 4          | 3e, Mid South      | Non qualifié                  | 867       | Non qualifié   |
| 2007      | PDL                 | 4          | 2e, Mid South      | Demi-finale de conférence     | 789       | Deuxième tour  |
| 2008      | PDL                 | 4          | 3e, Mid South      | Non qualifié                  | 1 269     | Non qualifié   |
| 2009      | PDL                 | 4          | 4e, Mid South      | Non qualifié                  | 640       | Deuxième tour  |
| 2010      | PDL                 | 4          | 5e, Mid South      | Non qualifié                  | 1 094     | Non qualifié   |
| 2011      | PDL                 | 4          | 2e, Mid-South      | Demi-finale de conférence     | 1 067     | Premier tour   |
| 2012      | PDL                 | 4          | 3e, Mid South      | Non qualifié                  | 444       | Deuxième tour  |
| 2013      | PDL                 | 4          | 6e, Mid South      | Non qualifié                  | 307       | Non qualifié   |

## Personnel

### Joueurs notables
| - Julio Daniel Frías - Freddy Juarez | - Salvador Mercado - Mobi Oparaku | - Dimitar Popov - Efren Rodarte | - Steve Sengelmann - Dave Stewart | - Dimitar Vasev - Kirk Wilson |

### Entraîneur
| - Dan Guard (1989-1990) - Marinho Chagas (1991-1992) - Oscar Lira (1993-1995) - Francisco Paco Chavez (1996-1999) - Greg Petersen (2000) - Alfredo Solares (2001) - Tita (2002) | - Miguel Murillo (2002 puis 2008) - Fernando Gutierrez (2003) - Jesus Enriquez (2002-2006) - Salvador Mercado (2007) - Javier McDonald (2008) - Hugo Samano (2009-2013) |

## Stades
- Sun Bowl Stadium à El Paso (1989-2003)
- Dudley Field à El Paso (2004)
- Patriot Stadium à El Paso (2005-2012)
- SISD Student Activities Complex à El Paso (2013)